# Municipio de Riverside (condado de Mellette)
El municipio de Riverside (en inglés, Riverside Township) es un municipio del condado de Mellette, Dakota del Sur, Estados Unidos. Tiene una población estimada, a mediados de 2023, de 17 habitantes.

## Geografía
Está ubicado en las coordenadas 43°41′17″N 100°20′57″O / 43.68806, -100.34917 (43.687988, -100.349087). Según la Oficina del Censo, tiene una superficie total de 145.19 km², de los cuales 144.32 km² corresponden a tierra firme y 0.77 km² están cubiertos de agua.

## Demografía
Según el censo de 2020, en ese momento había 23 personas residiendo en la zona. La densidad de población era de 0.16 hab./km². El 56.52 % de los habitantes eran blancos y el 43.48 % eran amerindios. No había hispanos o latinos viviendo en la región.